# Thadeosaurus colcanapi
Il tadeosauro (Thadeosaurus colcanapi) è un rettile fossile simile a una grossa lucertola, lungo una cinquantina di centimetri. Visse durante il Permiano superiore (circa 250 milioni di anni fa) in Madagascar.

## Una “lucertola” primitiva
La struttura corporea dell'animale mostra una specializzazione verso uno stile di vita strettamente terrestre: le zampe erano allungate e piuttosto robuste, in particolare quelle posteriori fornite di dita estremamente allungate. Gli arti, inoltre, erano ben ossificati, così come i cinti scapolare e pelvico. La coda, sottile ma forte, era lunga poco più del resto del corpo.  La testa non è ben conosciuta, ma da ritrovamenti di animali simili vissuti in Sudafrica (Youngina capensis) si deduce che doveva essere di proporzioni simili a quelle di una lucertola attuale.

## Due ambienti, due adattamenti
Del tadeosauro sono noti fossili rappresentanti diversi stadi di vita, dai giovani agli adulti. Probabilmente il tadeosauro era un agile insettivoro che cacciava nel sottobosco o comunque in ambienti strettamente di terraferma, al contrario del contemporaneo (e per certi versi abbastanza simile) Hovasaurus boulei, acquatico. Questi due animali, vissuti nello stesso ambiente, appartengono all'ordine degli eosuchi (Eosuchia), un gruppo primitivo di rettili ancestrali a lucertole, serpenti e tuatara.